# Carl Gustaf Skytte (1725–1799)
Carl Gustaf Skytte, född 19 juli 1725 på Sinclairsholms slott, Gumlösa socken, död där 2 maj 1799, var en svensk militär.
Carl Gustaf Skytte var son till major Carl Henrik Skytte (af Sätra) och Brita Magdalena Skytte samt sonson till Nils Skytte. Han blev student vid Lunds universitet 1734, musketerare vid livgardet 1744, fänrik där 1745, löjtnant 1749, kapten 1757 och kavaljer hos hertig Karl av Södermanland 1760. Skytte blev major vid livgardet 1768, överstelöjtnant vid Gyllengranatska regementet 1770, transporterades genom byte till Björnbergs regemente samma år och blev förste kavaljer hos hertig Karl 1772. Han var överste och chef för Björnbergs regemente 1773–1777 och erhöll 1777 generalmajors avsked. Skytte blev 1767 riddare av Svärdsorden och 1794 kommendör av Vasaorden. Han gravsattes i Gumlösa kyrka, där hans vapensköld uppsattes.